# Euphyia combustaria
Euphyia combustaria är en fjärilsart som beskrevs av Herrich-Schäffer 1855. Euphyia combustaria ingår i släktet Euphyia och familjen mätare. Inga underarter finns listade i Catalogue of Life.